# Pabu
Pabu – miejscowość i gmina we Francji, w regionie Bretania, w departamencie Côtes-d’Armor.
Według danych na rok 1990 gminę zamieszkiwały 2772 osoby, a gęstość zaludnienia wynosiła 354 osoby/km² (wśród 1269 gmin Bretanii Pabu plasuje się na 208. miejscu pod względem liczby ludności, natomiast pod względem powierzchni na miejscu 917.).